# Градоначальство
Градонача́льство — административная единица России, состоящая из города и прилегающих к нему земель и вверенная управлению градоначальника. 
В России, советского периода, ему примерно соответствовал город республиканского подчинения, а сейчас город федерального значения.

## История
С XIX века — административно-территориальная единица в Российской империи, наряду с губерниями и областями. В градоначальство входил город с прилегающими землями, выделенный из губернии вследствие его особого значения или географического положения, и непосредственно подчинявшийся министру внутренних дел, морскому министру и так далее.
Санкт-Петербургское и Одесское градоначальства образовывали особые земские округа, так как петербургская и одесская городские думы пользовались правами уездного земского собрания и избирали гласных в соответствующие губернские земские собрания. Ялтинское, Севастопольское и Керчь-Еникальское градоначальства входили в состав ялтинского и феодосийского уездных земств. Большинство градоначальств (за исключением Керчь-Еникальского и Кяхтинского) носили названия своих административных центров. Градоначальством называлась также канцелярия градоначальника.

### Существовавшие к 1917 году
К 1917 году градоначальствами являлись: 
| Центр градоначальства     | Год образования |
| ------------------------- | --------------- |
| Баку                      | 1906            |
| Керчь (Керчь-Еникальское) | 1821            |
| Москва                    | 1905            |
| Николаев                  | 1900            |
| Одесса                    | 1802            |
| Ростов-на-Дону            | 1904            |
| Петроград                 | 1873            |
| Севастополь               | 1872            |
| Ялта                      | 1914            |

### Упразднённые до 1917 года
Ранее существовавшие градоначальства: 
| Центр градоначальства     | Год образования | Год упразднения |
| ------------------------- | --------------- | --------------- |
| Дальний                   | 1899            | 1905            |
| Дербент                   | 1860            | 1883            |
| Измаил                    | 1830            | 1856            |
| Таганрог                  | 1802            | 1887            |
| Троицкосавск (Кяхтинское) | 1851            | 1863 (по 1866)  |
| Феодосия                  | 1802            | 1829            |

## Устройство градоначальства
Во главе градоначальства стоял градоначальник, который назначался императором лично или по представлению Министерства внутренних дел. Градоначальник имел права, соответствующие правам губернатора, и руководил городской полицией, обеспечивал надзор за торговлей, почтой, судоходством, состоянием публичных, крепостных и портовых зданий.
В состав управления соответствующих градоначальств входили канцелярия и чиновники особых поручений.
В состав Санкт-Петербургского градоначальства на основании закона 8 июня 1889 года входили: градоначальник, помощник градоначальника, чиновники особых поручений, секретарь, канцелярия, врачебное управление градоначальства, техническая часть, адресный стол, общий полицейский архив и отделение по охранению общественной безопасности и порядка в Санкт-Петербурге. При градоначальстве также состояли совещательное присутствие, совещательное по врачебно-санитарной части присутствие и врачебно-полицейский комитет. В ведении градоначальства находились полицейский телеграф, редакция «Ведомости Санкт-Петербургского градоначальства», помещение для содержания неисправных должников, арестантские помещения при полицейских домах и инспекторы литографии, типографий и книжной торговли. 
При одесском градоначальнике состоял также «учёный еврей».

## Ликвидация градоначальств
Февральская революция (переворот) упразднила институт градоначальства, заменив градоначальников на комиссаров Временного правительства. Градоначальства фактически сохранились, но были переименованы в Управления Комиссара Временного Правительства.